# راوند أجرد الساق
راوند أجرد الساق (الاسم العلمي:Rheum glabricaule) هو نوع من النباتات يتبع جنس الراوند من الفصيلة البطباطية.